# Stenasellus
Stenasellus är ett släkte av kräftdjur. Stenasellus ingår i familjen Stenasellidae.

## Dottertaxa tillStenasellus, i alfabetisk ordning[1]
- Stenasellus agiuranicus
- Stenasellus asiaticus
- Stenasellus assorgiai
- Stenasellus bedosae
- Stenasellus boutini
- Stenasellus bragai
- Stenasellus breuili
- Stenasellus brignolii
- Stenasellus buili
- Stenasellus cambodianus
- Stenasellus chapmani
- Stenasellus costai
- Stenasellus covillae
- Stenasellus deharvengi
- Stenasellus escolai
- Stenasellus foresti
- Stenasellus galhanoae
- Stenasellus grafi
- Stenasellus guinensis
- Stenasellus henryi
- Stenasellus javanicus
- Stenasellus kenyensis
- Stenasellus magniezi
- Stenasellus messanai
- Stenasellus migiurtinicus
- Stenasellus mongnatei
- Stenasellus monodi
- Stenasellus nuragicus
- Stenasellus pardii
- Stenasellus racovitzai
- Stenasellus rigali
- Stenasellus ruffoi
- Stenasellus simonsi
- Stenasellus stocki
- Stenasellus strinatii
- Stenasellus vermeuleni
- Stenasellus virei